# Ninurta-ilaja (gubernator Nasibiny)
Ninurta-ilaja, Inurta-ilaja, Inurta-ila'i (akad. Ninurta-ilāja, Inūrta-ilāja, zapisywane mdmaš-ila-a-a, tłum. „Ninurta jest mym bogiem!”) – wysoki dostojnik, gubernator Nasibiny i urzędnik limmu (w 736 r. p.n.e.) za rządów asyryjskiego króla Tiglat-Pilesera III (744-727 p.n.e.). Osoba o jego imieniu – najprawdopodobniej właśnie on – była urzędnikiem limmu w 722 r. p.n.e. i gubernatorem Kar-Salmanasar (Til Barsip) za rządów Sargona II (722-705 p.n.e.).